# Mahín
Mahín je město ve střední Sýrii, které se nachází jižně od města Homs. Podle Ústředního statistického úřadu (CBS) měl Mahín při sčítání lidu v roce 2004 11 064 obyvatel. Obyvateli jsou převážně sunnitští muslimové. Jedná se převážně o zemědělské město. 
V polovině roku 2015 obsadil Mahín Islámský stát.  Město bylo vykradeno a dvakrát vypáleno, Svobodná syrská armáda zabavila na území města všechny muniční sklady. Obyvatelé města byli následně vládou obviněni z pomoci Svobodné syrské armádě a Islámskému státu. V prosinci 2015 syrská armáda získala během pozdní ofenzívy v Homsu znovu nad Mahínem kontrolu.